# آخرین پدر (مجموعه تلویزیونی ارمنستانی)
آخرین پدر (ارمنی: Վերջին հայրիկը؛ انگلیسی: The Last Father) یک مجموعه تلویزیونی ملودرام عاشقانه ارمنستانی ۳۲–۴۰ دقیقه‌ای محصول سال ۲۰۱۵ کشور ارمنستان به کارگردانی آرتور داوتیان، آرگ داوتیان و تهیه‌کنندگی و نویسندگی  می‌باشد. این مجموعه از روز ۹ نوامبر ۲۰۱۵ از آتی‌وی و پان‌آرمنین تی‌وی شروع به نمایش درآمد. بیشتر داستان این مجموعه در ایروان در ارمنستان اتفاق می‌افتد.

## بازیگران
- گوژ مانوکیان در نقش داویت[ث]
- وارطان هوسپیان[ج] در نقش پدربزرگ[چ]
- آرمان مارتیروسیان[ح] در نقش روبن[خ]
- دیانا گریگوریان[د]

### قسمت‌ها
| شم. کلی | شم. در فصل | عنوان     | کارگردان      | نویسنده                       | تاریخ انتشار اصلی |
| --- | ---------- | --------- | ------------- | ----------------------------- | ----------------- |
| ۱ | ۱          | اعلان‌نشده | آرتور داوتیان | آناهیت مخیتاریان آنی ماقاکیان | ۹ نوامبر ۲۰۱۵     |
| مادر روبن خودکشی می‌کند و نامه‌ای برای پسرش باقی می‌گذارد که با آن باید پدرش را پیدا کند. معلوم می‌شود که پدر روبن از ۱۲ سال پیش به اتهام قتل در زندان به‌سر می‌برد. |            |           |               |                               |                   |
| ۲ | ۲          | اعلان‌نشده | آرتور داوتیان | آناهیت مخیتاریان آنی ماقاکیان | ۱۰ نوامبر ۲۰۱۵    |
| پدربزرگ به دیدار روبن می‌رود. متقاعد کردن روبن و بردن وی به خانه‌اش برای پدربزرگ کار آسانی نبود. آنها باید با هم دیگر زندگی کنند - خویشاوندانی که یکدیگر را نمی‌شناسند. بر اساس تصمیم هیئت آزادی مشروط، داویت، پدر روبن پس از ۱۲ سال به خانه بازمی‌گردد.                                                                       |            |           |               |                               |                   |
| ۳ | ۳          | اعلان‌نشده | آرتور داوتیان | آناهیت مخیتاریان آنی ماقاکیان | ۱۱ نوامبر ۲۰۱۵    |
| روبن نمی‌خواهد داوید را به عنوان بشناسد و با وی زندگی کند. داویت می‌خواهد به پسرش ثابت کند که تقصیر وی نبوده است و نزاع اجتناب‌ناپذیر بوده است. اما معلوم می‌شود که روبن به شدت بیمار است و به وی گفته می‌شود که یک سال دیگر زنده نیست. اکنون هدف از زندگی داویت این است که در طول آن یک سال زندگی خوبی را برای روبن تضمین کند. |            |           |               |                               |                   |

## یادداشت
1. ↑  Ani Maghakyan
2. ↑  Artur Davtyan
3. ↑  Areg Davtyan
4. ↑  Anahit Mkhitaryan
5. ↑  Davit
6. ↑  Vardan Hovsepyan
7. ↑  Grandfather
8. ↑  Arman Martirosyan
9. ↑  Ruben
10. ↑  Diana Grigoryan